# هاتاکی

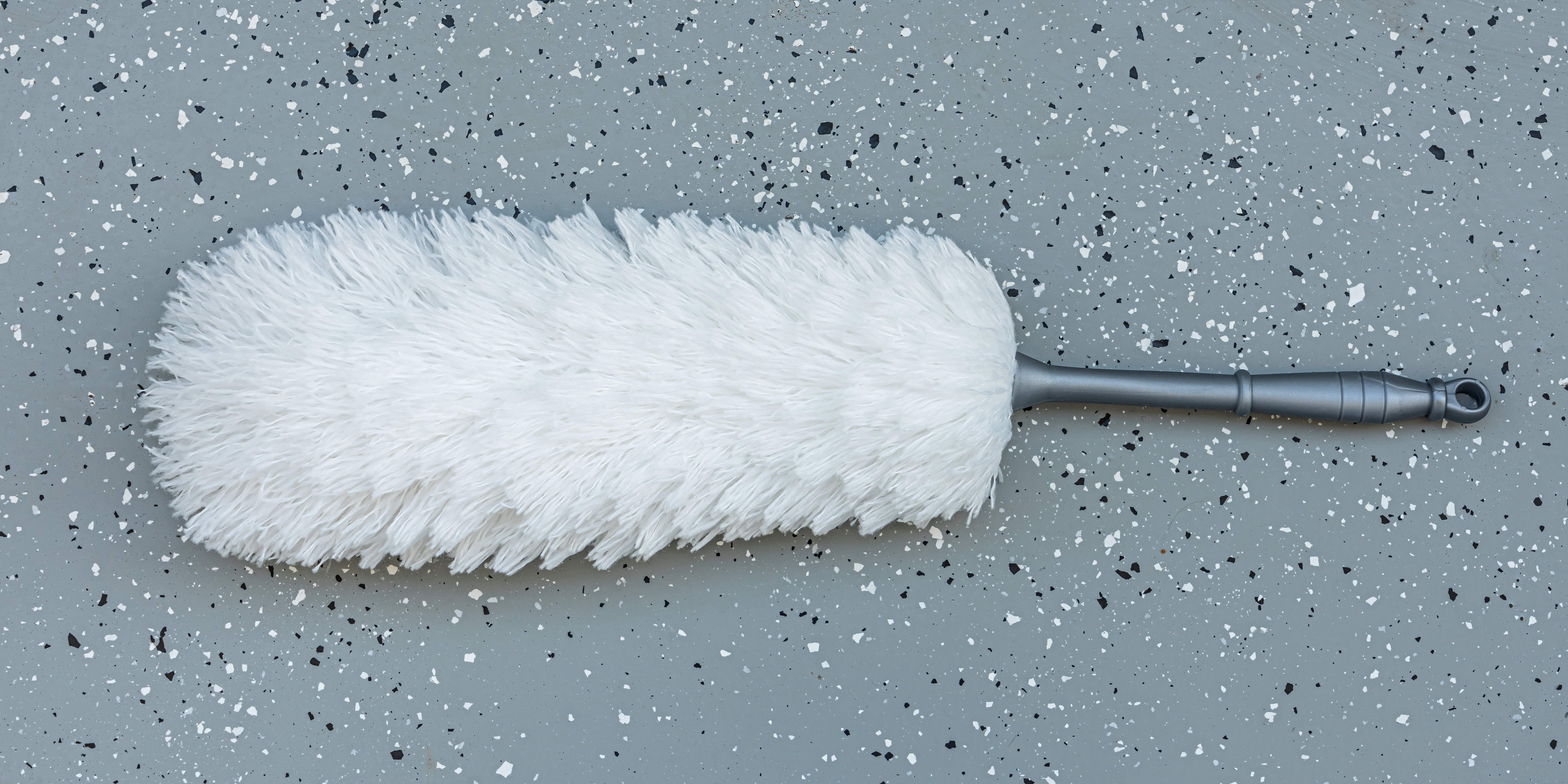
نمایی از هاتاکی، ابزار نظافت ژاپنی - ۲۰۲۱

هاتاکی نوعی گردگیر یا ابزار نظافت ژاپنی است. این وسیله از رشته‌های باریک از جنس پارچه تشکیل شده‌است.